# Alan-a-Dale
Alan-a-Dale (scritto anche Allen-a-Dale, Allan-a-Dale, Allin-a-Dale, Allan A'Dayle ecc.) è un personaggio delle leggende di Robin Hood. Secondo le storie, era un menestrello errabondo che diventò un membro dei compagni di Robin.
È un'aggiunta relativamente tarda alla leggenda; apparve per la prima volta in una ballata del XVII secolo, Child Ballad 138, Robin Hood and Allen a Dale, e a differenza di altri personaggi apparsi in essa, riuscì a entrare nella leggenda. In questo racconto, Robin libera la compagna di Alan da un matrimonio non voluto con un vecchio cavaliere. Impediscono al vescovo di officiare la cerimonia e Robin Hood, indossati i vestiti del vescovo, sposa Alan a sua moglie. In altre versioni è Little John o Fra Tuck che celebra la cerimonia; in altre l'eroe protagonista non è Alan ma Will Scarlet, ma la versione più diffusa prevede Alan nel ruolo.
Howard Pyle utilizza questo racconto nel libro The Merry Adventures of Robin Hood, ma cambia molti dettagli. Dà alla compagna di Alan il nome di Ellen, e introduce Fra Tuck nella storia; Tuck è l'unico sacerdote che celebrerà il matrimonio nonostante ciò rappresenti uno sgarbo al vescovo, e perciò questo racconto è associato a quello di Robin Hood and the Curtal Friar.

## Altri media

### Cinema
Alan compare nei seguenti film:
- Robin Hood e i compagni della foresta (The Story of Robin Hood and His Merrie Men) del 1952, interpretato da Elton Hayes.
- I 4 di Chicago (Robin and the 7 Hoods) del 1964, interpretato da Bing Crosby.
- Robin Hood del 1973, versione a cartoni animati della Disney.
- Robin Hood del 2010, interpretato da Alan Doyle.

#### Versione Disney

Cantagallo (Alan-a-Dale) nella versione Disney

Il personaggio appare nel film Disney Robin Hood del 1973, con l'aspetto di un gallo (cosa che l'ha fatto ribattezzare nel doppiaggio italiano del film "Cantagallo").
Nella pellicola, come in ogni film Disney, vi sono numerosi brani che accompagnano il racconto, e in questo caso la maggior parte delle canzoni è affidata a Cantagallo. La storia si apre con il classico libro Disney, in cui il personaggio ci illustra la versione della leggenda in chiave animale. Poi passa all'esecuzione del primo brano, Urca urca tirulero, con cui presenta i personaggi di Robin Hood e Little John. In seguito interpreterà altre canzoni, come Non a Nottingham e Whistle Stop.
Oltre a cantare e a narrare, Alan/Cantagallo in alcune occasioni interagisce con gli altri personaggi della storia: durante il torneo di tiro con l'arco aiuta Fra Tuck a catturare e imprigionare Sir Biss per impedirgli di riferire al Principe Giovanni che Robin ha partecipato alla gara camuffato; partecipa poi alla festa nella Foresta di Sherwood e viene fatto arrestare da Giovanni per non aver pagato le tasse, evadendo poi assieme agli altri prigionieri grazie a Robin e Little John.
È doppiato da Roger Miller nella versione originale e da Gianni Marzocchi in quella in italiano.

### Letteratura
Alan Dale è il personaggio principale dei romanzi di Angus Donald Outlaw, Holy Warrior e King's Man.
Con il nome di Allan Clare, compare come comprimario nei due romanzi di Alexandre Dumas intitolati Robin Hood. Il principe dei ladri e Robin Hood il proscritto.
Viene inoltre più volte nominato nel romanzo Ivanhoe di Walter Scott, e appare brevemente durante la scena del duello finale.

### Televisione
Alan appare nelle seguenti televisive:
- Robin Hood (Robin of Sherwood) del 1984, nel quinto episodio della prima stagione (Alan a Dale), interpretato da Peter Hutchinson.
- Star Trek: The Next Generation del 1987, nel ventesimo episodio della quarta stagione (Qpid), interpretato da LeVar Burton.
- Robin Hood del 2006, interpretato da Joe Armstrong.

### Videogiochi
Nel videogioco del 2002 Robin Hood: La leggenda di Sherwood, Alan appare brevemente per travestirsi da Guillame de Longchamps (uomo del Principe Giovanni) per consegnare il riscatto per salvare Re Riccardo.